# Black River (groupe)
Pour les articles homonymes, voir Black River.
Black River est un groupe polonais de rock, originaire de Varsovie.
Il est formé en 2008 par Piotr Wtulich, nouvelle incarnation du groupe dissous Neolithic. Le premier album du groupe, Black River, sort en 2008. L'album est acclamé par les fans et les critiques musicaux ; il a reçu, entre autres, des nominations pour le prix Fryderyk de l'industrie musicale polonaise et le prix de la station de radio Antyradio.

## Histoire

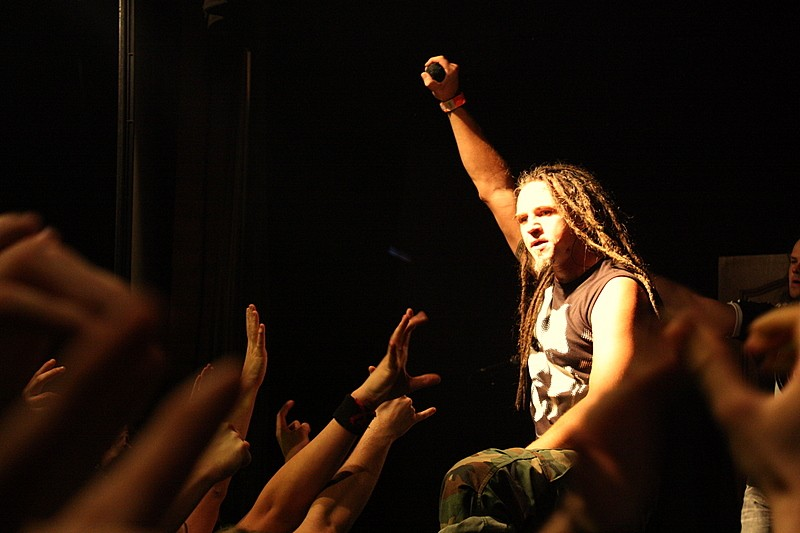
Maciej Taff lors d'un concert au Graffiti club de Lublin le 10 décembre 2008.

Le groupe est formé en 2008 en tant que nouvelle incarnation du groupe dissous Neolithic. Le groupe est composé des anciens musiciens de Neolithic : le chanteur Maciej Taff, le bassiste Tomasz « Orion » Wróblewski, le batteur Dariusz « Daray » Brzozowski et les guitaristes Piotr « Kay » Wtulich et Artur « Art. » Kempa.
En mai 2008 sort le premier album du groupe intitulé Black River. Les morceaux sont enregistrés au studio Hendrix à Lublin et au studio Palczewski. Le mixage est effectué au Studio Perlazza par son propriétaire Przemysław « Perła » Wejmann. Le mastering est réalisé par Szymon Czech au Studio X à Olsztyn. La sortie de l'album est promue par un clip pour la chanson Silence, réalisé par Roman Przylipiak. L'enregistrement comprend une apparition de l'actrice Agnieszka Warchulska,. En 2009, le premier album du groupe est nommé pour le prix Fryderyk de l'industrie polonaise dans la catégorie « album de l'année - metal ».
Les débuts du groupe sont promus lors du Black Sun Tour 2008 en Pologne, au cours duquel UnSun et Votum se sont également produits. Le 9 mai 2009, le groupe commence à travailler sur son prochain album, intitulé Black'n'Roll, qui sort à l'automne de la même année. L'album est enregistré au RG Studio à Gdańsk et au Sonus Studio à Izabelin. L'album est promu par un clip pour la chanson Black'n'Roll. Un an plus tard, un clip vidéo est réalisé pour la chanson Lucky in Hell, avec l'actrice Magdalena Cielecka. Au cours de l'été, le clip est récompensé au Yach Film Festival of Polish Music Videos dans la catégorie acting creation,. En mai 2010, Maciej Taff suspend son activité artistique en raison de problèmes de santé. À la fin de l'année, une compilation des enregistrements du groupe intitulée Trash est mise en vente. L'album comprend des titres enregistrés lors des sessions d'enregistrement des albums Black River (2008) et Black'n'Roll (2009), ainsi que trois compositions enregistrées lors de la prestation de la formation au club Stodoła de Varsovie. Il s'agit de la dernière manifestation des activités du groupe.
En 2018, le groupe annonce via les médias sociaux qu'il se relançait et travaillait sur un nouvel album studio. L'album, intitulé Humanoid, sort en 2019. Trois ans plus tard, ils sortent l'album Generation aXe en 2022.

## Discographie
- 2008 : Black River (album, Mystic Production)
- 2009 : Black'n'Roll (album, Mystic Production ; 20e place des charts polonais[11])
- 2010 : Trash (compilation, Mystic Production)
- 2019 : Humanoid (Mystic Production)
- 2022 : Generation aXe (Mystic Production, 32e place des charts polonais[12])